# Nampabius lulae
Nampabius lulae är en mångfotingart som beskrevs av Chamberlin 1913. Nampabius lulae ingår i släktet Nampabius och familjen stenkrypare. Inga underarter finns listade i Catalogue of Life.